# Whitchurch Canonicorum
Whitchurch Canonicorum est un village du sud-ouest du Dorset en Angleterre.

## Géographie
Il est situé à 8 km à l'ouest-nord-ouest de Bridport.

## Personnalités liées à la commune
- George Somers et Guéorgui Markov y sont enterrés.